# NS-88
 (novembre 2017).
Si vous disposez d'ouvrages ou d'articles de référence ou si vous connaissez des sites web de qualité traitant du thème abordé ici, merci de compléter l'article en donnant les références utiles à sa vérifiabilité et en les liant à la section « Notes et références ».
Le NS-88 (Neumático Santiago 1988) est un modèle de matériel roulant sur pneumatiques en usage sur le métro de Santiago du Chili. Cette rame mexicaine (construite par Constructora Nacional de Carros de Ferrocarril) de cinq voitures a été construite en 1987 à un seul exemplaire sur la ligne 2 en remplacement de la rame NS-74 no 3029 qui a été victime d'une attaque à la bombe l'année précédente.

## Caractéristiques
Le NS-88 est la version sur pneumatiques du FM-86, un matériel roulant sur roues en fer circulant à Mexico.
Le numéro de série de la rame (3050) a été attribué en continuité avec ceux des NS-74 (3001 à 3049). Le NS-88 souffrait de sérieux dysfonctionnements, bien qu'étant plus moderne que les NS-74.
À la remise en service de la rame 3029 sur la ligne 5, il semblerait que le NS-88 ait été retiré du service, mais il a été restauré et remis en circulation. "El Mexicano" (sobriquet populaire de la rame) ne circule désormais que les weekends.

## Composition
La rame est composée de cinq voitures : MI.0099 - P.3050 - N.1050 - R.4050 - MP.0100.